# Gilgandra
Gilgandra är en ort i Australien. Den ligger i kommunen Gilgandra och delstaten New South Wales, i den sydöstra delen av landet, omkring 340 kilometer nordväst om delstatshuvudstaden Sydney. Antalet invånare är 3 245.
Trakten runt Gilgandra är nära nog obefolkad, med mindre än två invånare per kvadratkilometer.. Gilgandra är det största samhället i trakten.
I omgivningarna runt Gilgandra växer huvudsakligen savannskog.  Genomsnittlig årsnederbörd är 618 millimeter. Den regnigaste månaden är februari, med i genomsnitt 116 mm nederbörd, och den torraste är oktober, med 3 mm nederbörd.